# Элеаты
Элеа́ты (элейцы, элейская школа) — древнегреческая философская школа раннего периода, существовавшая в конце VI − первой половине V веков до н. э., в городе Элее, в Великой Греции (юг Италии). В отличие от большинства досократиков, элейцы не занимались вопросами естествознания, но разрабатывали теоретическое учение о бытии (предложив впервые сам этот термин), заложив фундамент классической греческой онтологии.
Принадлежность к Элейской школе приписывают таким философам, как Парменид, Зенон Элейский и Мелисс. Иногда к ней относят также Ксенофана и называют его основателем, учитывая некоторые свидетельства о том, что он был учителем Парменида. Но это не совсем правильно, так как Ксенофан не был учителем в Элейской школе, но своими идеями предшествовал ей.

## Характеристика философского учения
Как отмечает А. Ф. Лосев, в дошедших до нас фрагментах Ксенофана убеждённо проводится мысль о непрерывности, единстве, вечности, неразрушимости и неизменяемости сущего, что оказало влияние на всю элейскую школу.
Для Элейской школы был характерен строгий монизм в учении о бытии и рационализм в учении о познании. В центре учения всех трёх элейских философов находилось учение о бытии:

Парменид впервые сделал понятие «бытия» предметом анализа в своей философской поэме «О природе».

Зенон с помощью логических апорий показал абсурдность учений, исходящих из иных предпосылок, кроме как использованных Парменидом (то есть из допущения движения и множества).
Мелисс суммировал школьную догматику в трактате «О природе», или «О бытии».
Согласно Пармениду, «то что есть» (бытие) — есть, и это следует из самого понятия «быть», а «того, чего нет» (небытия) — нет, что также следует из содержания самого понятия.

Отсюда выводится единство и неподвижность бытия, которому невозможно делиться на части и некуда двигаться, а из этого выводится описание мыслимого бытия как нерасчленённого на части и не стареющего во времени континуума, данного лишь мысли, но не чувствам.

Пустота отождествляется с небытием, – так что пустоты нет.

Предметом мышления может быть только нечто (бытие), небытие не мыслимо (тезис «мыслить и быть одно и то же»). Истина о бытии познаётся разумом, чувства формируют лишь мнение, неадекватно отражающее истину.

Мнение, «докса», фиксируется в языке и представляет мир противоречивым, существующим в борьбе физических противоположностей, а на самом деле ни множества, ни противоположностей нет.

За условными именами стоит безусловное единство («глыба») бытия.

## История
Город Элеа основан фокейскими (в Малой Азии) выходцами, бежавшими от персидского господства, и долго процветал благодаря мудрым законам, данным ему Парменидом, учеником Ксенофана. Известен рассказ о том, как Зенон Элейский, ученик Парменида, будучи обвинён в стремлении к ниспровержению государственного порядка, установленного Неархом (тираном, захватившим власть), откусил себе язык, дабы не назвать под влиянием пыток своих сообщников.
Город Элея никогда не приобрёл бы славы, если бы в нём не расцвела философская школа, имевшая таких представителей, как Ксенофан, Парменид, Зенон и Мелисс. Ксенофан в поэтической форме боролся с антропоморфизмом и политеизмом греков, стараясь провести идею единства всего существующего и тождество единого с Божеством.
В более строгой форме, с громадной диалектической силою, ту же идею проводил Парменид. О впечатлении, которое произвело его учение, даёт понятие диалог Платона, посвящённый Пармениду. Идеи Ксенофана были облечены в теологическую форму; Парменид придал им характер метафизического учения, прототипа пантеистической системы.
Зенон, любимый ученик Парменида, обосновывал отрицательным путём учение Ксенофана и Парменида о единстве бытия. В том же направлении действовал и Мелисс. Наиболее запутанным и потому наименее выясненным представляется учение Ксенофана, предполагаемого ученика Анаксимандра.
О жизни Ксенофана известно весьма мало. Он происходит из Колофона, ионийской колонии в Малой Азии, завоеванной лидийцами, и был странствующим поэтом-рапсодом. Почему и когда он покинул родной город — неизвестно. Сначала он переселился в Сицилию, потом в Великую Грецию, именно в Элею. Жил Ксенофан очень долго и, по всей вероятности, сложил множество стихов; из них лишь немногие отрывки дошли до нас в сочинениях разных писателей, по преимуществу доксографов. Учение Ксенофана касается, главным образом, теологии и физики; воссоздать его чрезвычайно трудно, ибо в обеих своих частях оно представляется противоречивым и недостаточно полным; наконец, нелегко отделить Ксенофана-поэта от Ксенофана-философа. Казалось твёрдо установленным положение, что Ксенофан — монотеист, причём монотеизм его приближается к пантеистическим воззрениям.
Мелисс Самосский, почитатель Парменида, отказался от одного из основных его положений — ограниченности пространственного бытия. В этом отступлении от принципов школы Цёллер и другие видят упадок и разложение элеатизма. Таннери, напротив, старается представить Мелисса как создателя трансцендентального монизма, родоначальника философского идеализма, учившего, что мир явлений есть иллюзия наших чувств и отрицавшего протяжённость бытия. Вряд ли, однако, дошедшие до нас фрагменты дают право на такое толкование.

## Значение Элейской школы

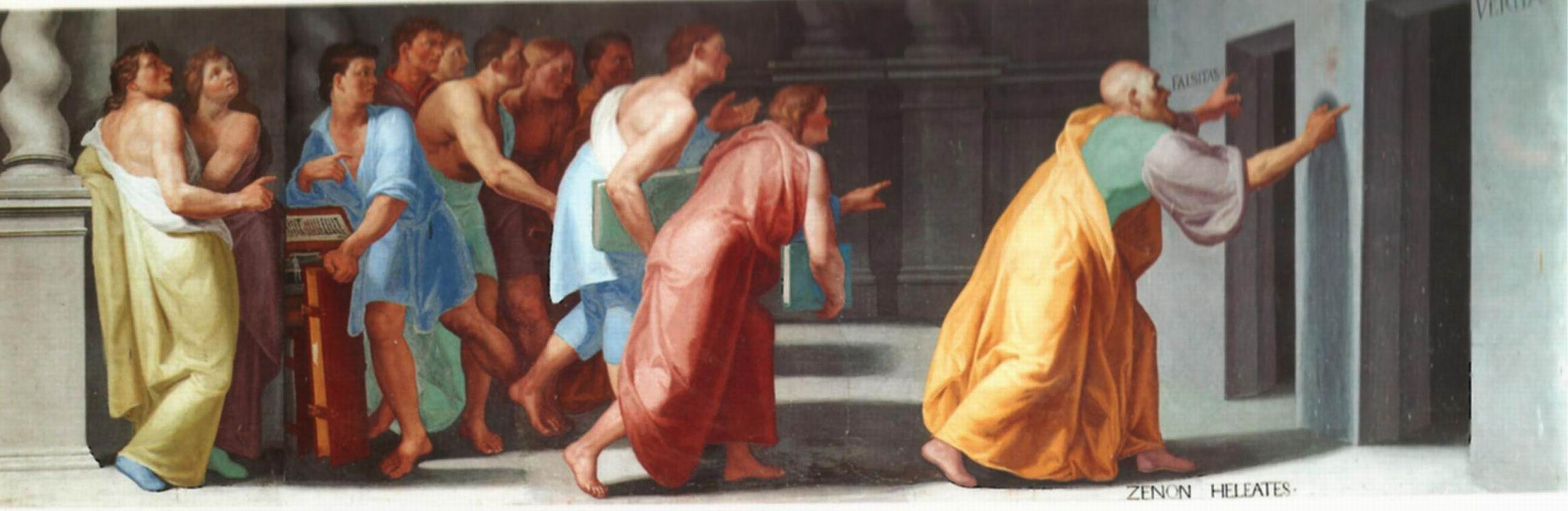
Зенон Элейский показывает юношам двери к истине и лжи

Значение Элейской школы в греческой философии и в истории философии вообще чрезвычайно велико. Элеаты явились сознательными защитниками единства всего существующего; они же открыли глубокие противоречия, коренящиеся в обычном, основанном на восприятии представлении о вселенной. Антиномии пространства, времени и движения как определений действительно сущего были раскрыты элеатами с большим диалектическим талантом. Наконец, элеаты первые вполне отчётливо различили действительно существующее, постигаемое мыслью, от явления, с которым человек знакомится благодаря чувствам.
Нельзя утверждать, что элеаты справились с задачей, поставленной ими, правильно представили отношение единства к множественности или нашли выход из антиномии ограниченности и бесконечности бытия; решение этих вопросов не может быть выведено из начал элеатской философии. Вполне естественно поэтому, что элеатская школа постепенно переходит в эристику, софистику и сливается с другими направлениями.
К элеатам восходят корни идеалистической диалектики, основоположником которой считается ученик Парменида Зенон, которого Аристотель даже называл первым диалектиком. При этом они противостояли объективной диалектике Гераклита. От них — и Платон, как основоположник идеалистической диалектики.
Главнейший недостаток Элейской школы заключался в том, что, будучи по направлению чисто метафизической, она в то же время желала быть и учением натурфилософским и смешивала понятия двух порядков. Тем не менее, влияние элеатов велико; их понимание истинно сущего отразилось на Эмпедокле, Анаксагоре и Демокрите; они имели влияние и на Сократовскую диалектику, и на Платоновское учение об идеях, и на метафизику Аристотеля. 
Интерес представителей Элейской школы к проблематике бытия был развит в классической греческой мысли у Платона и Аристотеля.
Современная англоязычная историография греческой философии не проводит принципиального различия между ионийцами и элейцами.